# هامبرگه
هامبرگه (به آلمانی: Hamberge) یک شهر در آلمان است که در Stormarn واقع شده‌است. هامبرگه ۱٬۳۶۹ نفر جمعیت دارد.